# انتخابات محافظة نينوى 2009
أقيمت انتخابات محافظة نينوى لعام 2009 في 31 كانون الثاني بالتزامن مع الانتخابات في جميع المحافظات الأخرى خارج إقليم كردستان العراق ومحافظة كركوك.

## خلفية
وقد حُجز ثلاثة مقاعد في المجلس للأقليات الدينية: واحد للمسيحيين، وواحد لليزيديين وواحد للشبك.
في مايو/أيار 2008، صدرت مذكرات اعتقال بحق عدد من أعضاء مجلس الحزب الديمقراطي الكردستاني، متهمين بالتورط في شبكة اغتيالات يرأسها نائب رئيس الحزب. ويُزعم أن الشبكة اغتالت 900 شخص، من بينهم إمام بارز، ومسؤولان سابقان رفيعا المستوى في حزب البعث، وأطباء وأساتذة جامعات. كما اتُهموا بتمرير أموال ودعم لوجستي لتنظيم القاعدة في العراق، بهدف إقناع السكان العرب بتسليم مسؤولية الأمن لقوات البيشمركة الكردية.

## حملة
كانت المنافسة الرئيسية في نينوى بين المحافظ الحالي المدعوم من الأكراد وحزب الحدباء، الذي تشكل من قبل مجموعات قبلية عربية سنية ويدعمه رئيس الوزراء الشيعي نوري المالكي. وخلال الحملة الانتخابية، قال المحافظ المؤيد للأكراد، دريد كشمولة، إنه ينوي مغادرة الموصل، مسقط رأسه، بعد الانتخابات والتقاعد في كردستان.
اشتكت الحدباء من استهدافها من قبل قوات الأمن الكردية. واتهمت الأحزاب الكردية بالتزوير في انتخابات عام 2005، وطالبت، مع جماعات غير كردية أخرى، بقوات اتحادية ومراقبين من الأمم المتحدة لحماية مراكز الاقتراع. قُتل مرشح عن ائتلاف "العراق لنا" السني العربي على يد مسلح دخل مقهى وأطلق النار عليه. وقبل الانتخابات مباشرة، قُتل مرشح سني عربي آخر، هذه المرة من قائمة الوحدة الوطنية، خارج منزله في الموصل.
ودعا الحدباء إلى إخراج قوات البيشمركة الكردية من نينوى، قائلاً إن العديد من الجماعات المتمردة في المحافظة ستصبح ملتزمة بالقانون بعد ذلك. وقال الحزب الإسلامي العراقي إنه يجب استبدال البيشمركة بالجيش العراقي في غضون ستة أشهر.

## نتائج
وزعم أسامة النجفي، عضو مجلس النواب العراقي ومؤيد لحزب الحدباء، أنهم فازوا بنسبة 60% من الأصوات، بينما حصلت القائمة الكردية على 20% فقط.
بعد الانتخابات، زعمت التقارير أن الآشوريين طُردوا من وظائفهم للاشتباه في عدم تصويتهم لقائمة عشتار الوطنية المؤيدة للأكراد، والتي فازت بالمقعد المخصص لمرشح آشوري.